# Дворец Эфраима
Дворец Эфраима (нем. Ephraim-Palais) — здание в стиле немецкого рококо в историческом квартале Николаифиртель берлинского района Митте. Считающийся самым красивым историческим жилым сооружением города, дворец Эфраима является ныне музеем и находится под охраной государства.
Своё название дворец получил по имени Фейтеля Гейне Эфраима, прусского еврея, находившегося на привилегированном положении у короля Фридриха II. Состоятельный торговец и банкир Эфраим ссужал Фридриха деньгами ещё в те времена, когда тот был кронпринцем Пруссии.

## Здание
На месте будущего дворца Эфраима когда-то стояла самая древняя аптека Берлина. Строительство своего представительного дворца Эфраим поручил архитектору Фридриху Вильгельму Дитериху, на счету которого было уже много значительных сооружений, как Вифлеемская церковь и Дворец принцесс. В 1762—1769 годах было возведено богато украшенным позолоченной решёткой филигранной работы и путто четырёхэтажное здание, два крыла которого расположены под тупым углом, сглаженным согласно проекту балконом. Главный портал здания поддерживают на уровне первого этажа тосканские колонны. Эти двойные колонны продолжаются в вертикальном членении фасада. Выше находится балюстрада, украшенная вазами.

## История
Во дворце проживал сам Эфраим, он также сдавал некоторые помещения в аренду. В XIX веке во дворце в служебных квартирах проживали офицеры полиции и размещался стол прописки. В 1892—1895 годах здание было дополнено по проекту архитектора Германа Бланкенштайна.
В 1936 году дворец Эфраима был снесён в связи со строительством моста Мюлендамбрюкке. Земельный участок, где находился дворец Эфраима, использовался для подъезда к временному мосту, построенному на время возведения моста. Фасад и некоторые фрагменты здания были вывезены в западную часть города и там уцелели во время Второй мировой войны. Существовал план восстановления дворца Эфраима на улице Линденштрассе (нем. Lindenstraße) в районе Кройцберг в качестве Еврейского музея, который так и не был осуществлён, поскольку конструктивная часть проектной документации находилась в Восточном Берлине.
Когда в преддверии празднования 750-летнего юбилея Берлина в столице ГДР было начато восстановления Николаифиртеля, парламент Западного Берлина принял решение о передаче сохранившихся фрагментов здания в Восточный Берлин. В ответ ГДР передала Западному Берлину архив берлинской королевской фарфоровой мануфактуры. В 1985—1987 годах дворец Эфраима был восстановлен под руководством архитектора Франца Клингера в оригинальном облике и в 12 м от исторического места. Торжественное открытие дворца, ставшего филиалом Бранденбургского музея, состоялось 19 мая 1987 года. На трёх этажах здания размещаются сменные выставки, посвящённые истории культуры и искусства Берлина. Во дворце Эфраима также размещается графическое собрание городского музея.